# 99949 Міпгіз
99949 Міпгіз (99949 Miepgies) — астероїд головного поясу, відкритий 16 березня 1972 року.
Тіссеранів параметр щодо Юпітера — 3,235.